# 坂下和也
坂下 和也（さかした かずや、1968年7月27日 - ）は、ナレーター、キャスター、DJ、司会者。
現在はフリーとして活動中。身長177cm。

## 人物
香川県小豆郡小豆島町出身。甲南大学文学部卒業。小学生の頃からアナウンサーを志願しており、大学卒業後は関西地区を中心にフリーアナウンサーやナレーターとして活動している。また、この他にも司会者や声優養成の専門学校ではアナウンス講師としても活躍している。2000年から始めたネットトレーディング（株取引）では、金融、ひいては人間の関わる経済活動全般に興味を持ち、その知識を深める為に2級ファイナンシャル・プランニング技能士（FP)の資格を取得する。実際の株の売買では「人間が試されている」を日々実感しながら、喋れるお金のアドバイザーを目指して勉強中。
また、専門学校でのアナウンスメントの講師歴も長く、情熱的で分かりやすい指導には定評がある。
趣味は読書、株トレード。特技はパチンコ

## 出演（過去も含む）

### テレビ
- 特捜・SWAT（関西テレビ）
- 浜村淳のヘアー＆メイク倶楽部（サンテレビ）
- 姫路リバーシティ・ナウ（サンテレビ）
- 地域情報番組『コ・ミ・て・れ』（テレビ岸和田）
  - テレビ岸和田制作の駅伝番組等のキャスター
  - 『'05市長選挙特番』  『'05 '06 '07 '08 '09市民駅伝』
- 泉州国際市民マラソン（GAORA）
- 楽々フィッシング（スカイA）
- アメージング・タイランドゴルフ（スカイA）

### ラジオ
- ミュージック横丁（ラジオ大阪）
  - ラジオ大阪のニュース&デスク勤務
- MORNING REPORT（FM-MOOV）
- KOBEごきげんRADIO761（FM-MOOV）

### CM・VP
- 関西セルラー
- グリコ
- 赤帽
- OPA
- エキスポランド
- ビッグエコー
- 日立
- 松下流通研究所
- 九州電力
- 藤沢薬品
- 伊藤忠商事
- アサヒ軽金属
- 梅田コマ劇場
- 追手門大学
- 摂南大学
- 姫路獨協大学
- 滋賀女子短期大学